# Полухино (Свердловская область)
Полухино — посёлок в «Городском округе Красноуфимск» Свердловской области России.

## Географическое положение
Посёлок Полухино муниципального образования «Городской округ Красноуфимск» расположен в 12 километрах (по автотрассе в 16 километрах) к юго-западу от города Красноуфимск, в лесной местности. Через посёлок проходит железнодорожная ветка Москва – Казань – Свердловск.

## Население
| 2002 | 2010 |
| ---- | ---- |
| 0    | →0   |